# Rheotanytarsus kwangnungensis
Rheotanytarsus kwangnungensis är en tvåvingeart som beskrevs av Ree 1989. Rheotanytarsus kwangnungensis ingår i släktet Rheotanytarsus och familjen fjädermyggor.
Artens utbredningsområde är Sydkorea. Inga underarter finns listade i Catalogue of Life.